# Gmina Zalesie
Die Gmina Zalesie ist eine Landgemeinde im Powiat Bialski der Woiwodschaft Lublin in Polen. Ihr Sitz ist das gleichnamige Dorf.

## Gliederung
Zur Landgemeinde Zalesie gehören folgende 20 Ortschaften mit einem Schulzenamt:
Berezówka
Dereczanka
Dobryń Duży
Dobryń-Kolonia
Dobryń Mały
Horbów
Horbów-Kolonia
Kijowiec
Kijowiec-Kolonia
Kijowiec PGR
Kłoda Duża
Kłoda Mała
Koczukówka
Lachówka Duża
Lachówka Mała
Malowa Góra
Mokrany Nowe
Mokrany Stare
Nowosiółki
Wólka Dobryńska
Zalesie